# Élisabeth de Gaulle
Elisabeth Jacqueline Marie Agnès de Gaulle (Parigi, 15 maggio 1924 – Parigi, 2 aprile 2013) era la figlia di Charles de Gaulle e di sua moglie Yvonne, nonché la moglie di Alain de Boissieu.

## Biografia
Il 2 gennaio 1946, Elisabeth Jacqueline Marie Agnès de Gaulle sposò Alain de Boissieu, che aveva conosciuto a Londra, allora membro del gabinetto militare del generale de Gaulle. Il suo matrimonio è stato celebrato nella cappella del monastero dei fratelli missionari delle Religiose di Nostra Signora di Sion a Parigi. Ebbero una figlia, Anne, nata nel 1959, che in seguito sposò Étienne Aubergy-Brossier de Laroullière. Élisabeth de Gaulle ha presieduto la Fondazione Anne de Gaulle dal 1979 al 1988.
Élisabeth de Gaulle morì il 2 aprile 2013 e i suoi funerali ebbero luogo il 6 aprile nella chiesa di Saint-Louis-des-Invalides a Parigi. Fu poi sepolta nel cimitero di Colombey-les-Deux-Églises.

## Nella cultura di massa
Nella miniserie De Gaulle, l'éclat et le secret (2020), il suo ruolo è interpretato da Margaux Chatelier.